# Henry Brandon
Pour les articles homonymes, voir Brandon.
Henry Brandon (8 juin 1912, Berlin - 15 février 1990, Los Angeles) est un acteur germano-américain connu essentiellement pour deux rôles : celui du terrible Scar dans La Prisonnière du désert de John Ford et celui de l'aristocrate Capitaine Danette dans Vera Cruz de Robert Aldrich.

## Biographie
Henry Brandon de son vrai nom Heinrich von Kleinbach, est né à Berlin. Ses parents ont émigré aux États-Unis alors qu'il était encore un enfant.
Henry Brandon a tourné dans plus de 100 films, jouant des rôles d'Indien, d'Arabe, de Perse, de Turc et d'Asiatique (malgré ses yeux bleus), ces rôles étant généralement des rôles de méchant.
Mark Herron, son amant (et 4e mari de Judy Garland) partage sa vie durant de longues années.

## Filmographie partielle

### Cinéma
- 1932 : Le Signe de la croix (The Sign of the cross) de Cecil B. DeMille
- 1934 : Un jour une bergère (Babes in Toyland) de Gus Meins et Charley Rogers
- 1935 : Metropolitan Nocturne (sh) de Leigh Jason
- 1936 : La Fille du bois maudit (The Trail of the Lonesome Pine) d'Henry Hathaway
- 1936 : L'Homme sans visage (The Preview Murder Mystery) de Robert Florey
- 1936 : Empreintes digitales (Big Brown Eyes), de Raoul Walsh
- 1936 : Le Jardin d'Allah (The Garden of Allah) de Richard Boleslawski
- 1936 : Killer at Large de David Selman
- 1937 : La Légion noire (Black Legion) d'Archie Mayo
- 1937 : Échec au crime (I Promise to Pay) de D. Ross Lederman
- 1938 : J'ai retrouvé mes amours (I Met My Love Again) de Joshua Logan et Arthur Ripley
- 1939 : Beau Geste de William A. Wellman
- 1939 : Edith Cavell (Nurse Edith Cavell) d'Herbert Wilcox
- 1940 : Le Fils de Monte-Cristo (The Son of Monte Cristo) de Rowland V. Lee
- 1940 : La Malédiction (Doomed to Die) de William Nigh
- 1940 : Les Gangsters du Texas (Under Texas Skies ) de George Sherman
- 1948 : Jeanne d'Arc,  (Joan of Arc) de Victor Fleming
- 1948 : Le Pénitencier du Colorado (Canon City) de Crane Wilbur
- 1949 : Aventure en Irlande (The Fighting O'Flynn)  d'Arthur Pierson
- 1953 : La Guerre des mondes (The War of the Worlds) de Byron Haskin
- 1953 : Le Pirate des sept mers (Raiders of the Seven Seas) de Sidney Salkow
- 1953 : À l'assaut du Fort Clark (War Arrow) de George Sherman
- 1954 : Un grain de folie (Knock on Wood) de Melvin Frank et Norman Panama
- 1954 : Vera Cruz  de Robert Aldrich
- 1956 : La Prisonnière du désert (The Searchers) de John Ford
- 1956 : Les Dix Commandements (The Ten Commandments) de Cecil B. DeMille
- 1956 : Comanche de George Sherman
- 1956 : Bandido caballero ! (Bandido) de Richard Fleischer
- 1958 : Les Boucaniers (The Buccaneer) d'Anthony Quinn
- 1959 : Simon le pêcheur (The Big Fisherman) de Frank Borzage
- 1961 : Les Deux Cavaliers (Two Rode Together) de John Ford
- 1976 : Assaut (Assault on Precinct 13) de John Carpenter
- 1983 : To Be or Not to Be d'Alan Johnson

### Télévision
- 1955 : Histoires du siècle dernier (Stories of the Century, série TV), épisode Nate Champion
- 1984 : La Petite Maison dans la prairie (The House on the Prairie) (série), épisode : Le Chemin des souvenirs (Look back to yesterday)